# Jimi Klemettinen
Jimi Klemettinen (* 2. September 2005) ist ein finnischer Biathlet und Skilangläufer, der 2025 sein Debüt im Biathlon-Weltcup gab.

## Sportliche Laufbahn
Jimi Klemettinen gab sein internationales Debüt im Januar 2023 beim Olympischen Jugendfestival in Forni Avoltri und erreichte unter anderem Rang sieben im Sprint. Auch an den Jugendweltmeisterschaften nahm er erstmals teil und verpasste mit Eemi Naumanen und Arttu Heikkinen im Staffelwettkampf nur knapp eine Medaille. Zum Auftakt der Saison 2023/24 gab der Finne als gerade 18-Jähriger sein Debüt im IBU-Cup und lief schnell in die Nähe der Punkteränge, seine ersten Punkte gewann er daraufhin in Sjusjøen als 40. des Sprints und 37. des Massenstarts. Nach einer längeren Wettkampfpause bestritt er in jenem Winter nur noch die Juniorenweltmeisterschaften in Otepää und schloss diese mit Rang vier in Einzel und Mixedbewerb sowie der Bronzemedaille im Sprint erfolgreich ab. Überzeugend trat Klemettinen auch in der Saison 2024/25 auf. Im ersten Trimester lief er in Geilo und Obertilliach unter die besten 15, nach einem weiteren 14. Rang durfte er daraufhin in Ruhpolding mit dem Einzel sein erstes Weltcuprennen bestreiten und schloss dieses als 87. der 103 Athleten ab. Gute Ergebnisse brachten auch die Europameisterschaften zustande, Klemettinen lief im Verfolger durchaus überraschend von Rang 13 bis auf Rang acht. Als Folge dessen bekam er bei den Weltmeisterschaften als Ersatzathlet im Staffelrennen einen Einsatz und wurde Zehnter. Bei der Junioren-WM gewann der Finne im Massenstart hinter Kasper Kalkenberg die Silbermedaille, zusätzlich nahm er auch an den Nordischen Juniorenweltmeisterschaften teil und verpasste mit der Mixedstaffel als Vierter eine Medaille relativ knapp. Am Saisonende bekam er in Oslo einen weiteren Weltcupeinsatz im Biathlon und gewann als 34. des Verfolgungswettkampfes seine ersten Weltcuppunkte.

## Statistiken

### Weltcupplatzierungen
Die Tabelle zeigt alle Platzierungen (je nach Austragungsjahr einschließlich Olympische Spiele und Weltmeisterschaften).
- 1.–3. Platz: Anzahl der Podiumsplatzierungen
- Top 10: Anzahl der Platzierungen unter den ersten zehn (einschließlich Podium)
- Punkteränge: Anzahl der Platzierungen innerhalb der Punkteränge (einschließlich Podium und Top 10)
- Starts: Anzahl gelaufener Rennen in der jeweiligen Disziplin
- Staffel: inklusive Mixed- und Single-Mixed-Staffeln

| Platzierung               | Einzel | Sprint | Verfolgung | Massenstart | Staffel | Gesamt |
| ------------------------- | ------ | ------ | ---------- | ----------- | ------- | ------ |
| 1. Platz                  |        |        |            |             |         |        |
| 2. Platz                  |        |        |            |             |         |        |
| 3. Platz                  |        |        |            |             |         |        |
| Top 10                    |        |        |            |             |         |        |
| Punkteränge               |        |        | 1          |             |         | 1      |
| Starts                    | 1      | 1      | 1          |             |         | 3      |
| Stand: Saisonende 2024/25 |        |        |            |             |         |        |

### Weltcupwertungen
Ergebnisse bei Weltcups (Disziplinen- und Gesamtweltcup) gemäß Punktesystem.
| Saison  | Einzel | Einzel | Sprint | Sprint | Verfolgung | Verfolgung | Massenstart | Massenstart | Gesamt | Gesamt |
| Saison  | Platz  | Punkte | Platz  | Punkte | Platz      | Punkte     | Platz       | Punkte      | Platz  | Punkte |
| ------- | ------ | ------ | ------ | ------ | ---------- | ---------- | ----------- | ----------- | ------ | ------ |
| 2024/25 | –      | –      | –      | –      | 63.        | 7          | –           | –           | 83.    | 7      |

### Biathlon-Weltmeisterschaften
Ergebnisse bei den Weltmeisterschaften:
| Weltmeisterschaften | Weltmeisterschaften | Einzelwettbewerbe | Einzelwettbewerbe | Einzelwettbewerbe | Einzelwettbewerbe | Staffelwettbewerbe | Staffelwettbewerbe | Staffelwettbewerbe |
| Jahr                | Ort                 | Einzel            | Sprint            | Verfolgung        | Massenstart       | Männerstaffel      | Mixedstaffel       | S.-M.-Staffel      |
| ------------------- | ------------------- | ----------------- | ----------------- | ----------------- | ----------------- | ------------------ | ------------------ | ------------------ |
| 2025                | Lenzerheide         | –                 | –                 | –                 | –                 | 10.                | –                  | –                  |

### Jugend-/Juniorenweltmeisterschaften
Klemettinen nahm bis 2024 an den Jugend-, ab 2025 an den Juniorenwettkämpfen teil.
| Weltmeisterschaften | Weltmeisterschaften | Einzelwettbewerbe | Einzelwettbewerbe | Einzelwettbewerbe | Einzelwettbewerbe | Staffelwettbewerbe | Staffelwettbewerbe |
| Jahr                | Ort                 | Einzel            | Sprint            | Verfolgung        | Massenstart 60    | Männerstaffel      | Mixedstaffel       |
| ------------------- | ------------------- | ----------------- | ----------------- | ----------------- | ----------------- | ------------------ | ------------------ |
| 2023                | Schtschutschinsk    | 39.               | 32.               | 42.               | N/A               | 4.                 | –                  |
| 2024                | Otepää              | 4.                | 3.                | nicht ausgetragen | 20.               | DNS                | 4.                 |
| 2025                | Östersund           | 30.               | 13.               | nicht ausgetragen | 2.                | 6.                 | 13.                |